# Ben Dolic
Benjamin Dolič, conosciuto come Ben Dolic (Lubiana, 4 maggio 1997), è un cantante sloveno con origini bosniache.
Avrebbe dovuto rappresentare la Germania all'Eurovision Song Contest 2020 con il brano Violent Thing, poi cancellato a causa della pandemia di COVID-19.

## Biografia
Nato nella capitale slovena, Ben Dolic è salito alla ribalta all'età di 12 anni, quando ha partecipato a Slovenia's Got Talent, arrivando in semifinale. Nel 2016 ha partecipato alla selezione eurovisiva slovena con il gruppo D Base, cantando Spet živ. L'anno successivo si è trasferito in Svizzera con la famiglia. Ha partecipato a The Voice of Germany nel 2018, dove è arrivato secondo nella finale. L'esposizione gli ha permesso di intraprendere una tournée fra Austria e Germania.
Il 27 febbraio 2020 è stato confermato che l'emittente radiotelevisiva tedesca NDR l'ha selezionato internamente per rappresentare la Germania all'Eurovision Song Contest 2020 a Rotterdam, nei Paesi Bassi con il brano Violent Thing. Tuttavia, il 18 marzo 2020 l'evento è stato cancellato a causa della pandemia di COVID-19.

## Discografia

### EP
- 2024 – How I'm Feeling

### Singoli
- 2020 – Violent Thing
- 2021 – Stuck in My Mind
- 2022 – Kissing Her, Missing You
- 2022 – Breakaway
- 2022 – Come By
- 2023 – Headspace
- 2023 – How I'm Feeling
- 2024 – Alright
- 2024 – Still the Same
- 2024 – Colours